# 1933 у літературі

## Нагороди
- Нобелівську премію з літератури отримав російський письменник Іван Бунін.

## Народились
- 8 січня — Хуан Марсе, іспанський письменник «покоління п'ятдесятих років» і «барселонської школи».
- 16 січня — Сьюзен Зонтаґ,  — американська письменниця, літературний, художній, театральний і кінокритик (померла у 2004 році)
- 5 лютого — Браян Стенлі Джонсон, англійський письменник (помер у 1973)
- 14 квітня — Борис Стругацький, російський фантаст
- 18 квітня — Єн Макдональд, поет і письменник карибського походження.
- 5 листопада — Майкл Гілкс, гаянський письменник (помер у 2020).

## Померли
- 7 березня — Стефаун Сігюрдссон, ісландський поет-неоромантик
- 13 травня — Микола Хвильовий, український прозаїк, поет, публіцист